# بخش فارسی رادیو برلین
بخش فارسی رادیو برلین، از سال ۱۹۳۸ میلادی و از زمان شروع جنگ جهانی دوم آغاز به کار کرد. در آن دوران، بهرام شاهرخ گویندهٔ نامدار بخش فارسی رادیو برلین بود.

## تاریخچه
وزارت تبلیغات آلمان نازی در دوره وزارت یوزف گوبلس، می‌کوشید با برنامه‌ای سنجیده، نظریات آلمان نازی از جمله «نژادپرستی» و «عقاید ضدیهودی» را در ایران گسترش دهد.
رادیوی فارسی بی‌بی‌سی نیز در تاریخ ۲۹ دسامبر ۱۹۴۰ میلادی، برای رقابت سیاسی با بخش فارسی رادیو برلین اغاز به کار کرد تا تبلیغات بخش فارسی رادیو برلین را که از رضاشاه حمایت می‌کرد، خنثی کند.